# (74151) 1998 QD90
(74151) 1998 QD90 – planetoida z pasa głównego asteroid okrążająca Słońce w ciągu 4,08 lat w średniej odległości 2,55 j.a. Odkryta 24 sierpnia 1998 roku.